# Hernandiaceae
Hernandiaceae Blume, 1826 è una famiglia di piante angiosperme dell'ordine Laurales.

## Tassonomia
La famiglia comprende i seguenti generi:
- Gyrocarpus Jacq. (5 specie)
- Hernandia Plum. ex L. (26 spp.)
- Illigera Blume (28 spp.)
- Sparattanthelium Mart. (11 spp.)